# Брод (Городецьке сільське поселення)
Брод (рос. Брод) — присілок у складі Кічменгсько-Городецького району Вологодської області, Росія. Входить до складу Городецького сільського поселення.

## Населення
Населення — 22 особи (2010; 34 у 2002).
Національний склад (станом на 2002 рік):
- росіяни — 97 %